# Steve Bowditch
Steven Mangirri Bowditch (* 9. August 1955 in Darwin) ist ein ehemaliger australischer Squashspieler.

## Karriere
Steve Bowditch war in den 1970er- und 1980er-Jahren als Squashspieler aktiv. Er erreichte mit Rang 16 im August 1986 seine höchste Platzierung in der Weltrangliste. 1966 hatte er mit Squash begonnen und war 1977 Profispieler geworden.
Mit der australischen Nationalmannschaft nahm er 1981 an der Weltmeisterschaft teil. Er führte die Mannschaft als Kapitän an und erreichte mit ihr das Endspiel gegen Pakistan, das mit 0:3 verloren wurde. Bowditch musste seine Partie gegen Jahangir Khan im zweiten Satz verletzungsbedingt aufgeben. Von 1977 bis 1985 stand er achtmal in Folge im Hauptfeld der Weltmeisterschaft im Einzel. Fünfmal erreichte er dabei das Achtelfinale. Neben der internationalen Softball-Tour der International Squash Players Association spielte er parallel auch auf der Hardball-Tour der amerikanischen World Professional Squash Association, auf der er 1986 auf Platz zwei der Rangliste gelistet wurde. Für seine Erfolge wurde er in die Squash Australia Hall of Fame aufgenommen. Nach seiner Karriere war Bowditch unter anderem auch als Trainer tätig. Zu seinen Trainerposten zählten Engagements bei den Nationalmannschaften Malaysias, Schwedens und Österreichs.
Bowditch gehört den Aborigines an, sein Stamm sind die Arabana.

## Erfolge
- Vizeweltmeister mit der Mannschaft: 1981